# Cappella di Punta San Michele
La cappella di Punta San Michele è un luogo di culto cattolico situato nella località di La Carta nel comune di Sassello, in provincia di Savona.

## Storia e descrizione

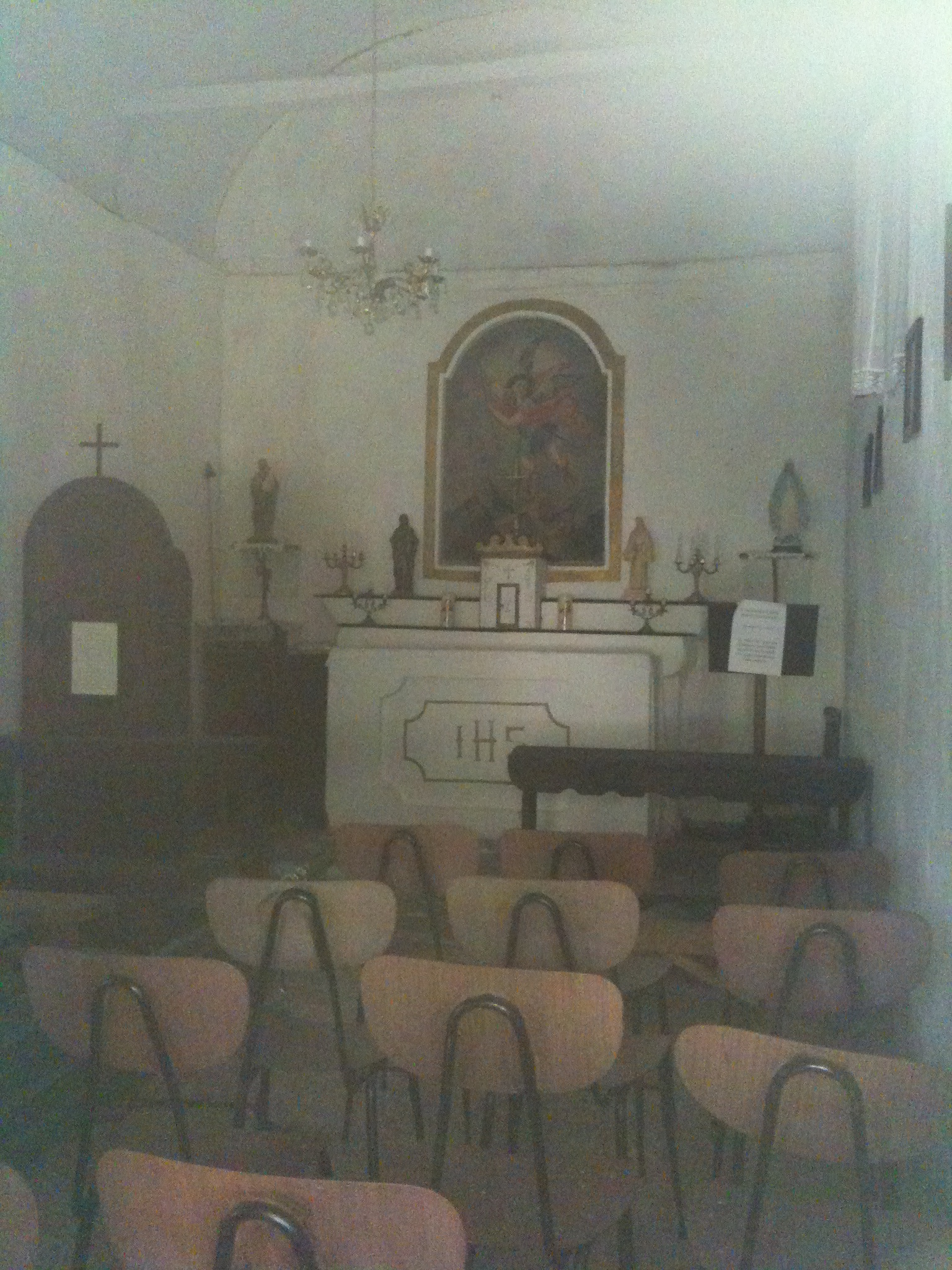
L'interno

La cappella ha circa 8 metri di lunghezza ed è dotata di pronao su cui insiste un piccolo campanile a vela.
All'interno, sopra l'altare in pietra e calce, si trova un quadro di San Michele Arcangelo.
La chiesetta fu edificata ove sorgeva un cippo commemorativo risalente alla fine del VI secolo che ricordava il passaggio della regina Teodolinda.